# Lispe monochaita
Lispe monochaita är en tvåvingeart som beskrevs av Mou och Ma 1992. Lispe monochaita ingår i släktet Lispe och familjen husflugor.
Artens utbredningsområde är Liaoning (Kina). Inga underarter finns listade i Catalogue of Life.